# Niederkorn vasútállomás
Niederkorn vasútállomás Luxemburgban, Differdange településen található.

## Vasútvonalak
Az állomást az alábbi vasútvonalak érintik:
- 60-as vasútvonal

## Kapcsolódó állomások
A vasútállomáshoz az alábbi állomások vannak a legközelebb:
- Pétange vasútállomás
- Differdange vasútállomás